# Блатница (река)
 Тази статия е за реката.  За селото в Южна България вижте Блатница.  
Блатница (до 29 юни 1942 година носи името Азмак) е река в Южна България – Област Сливен, общини Сливен и Нова Загора и Област Стара Загора, община Раднево, ляв приток на река Сазлийка, от басейна на Марица. Дължината ѝ е 54 km, която ѝ отрежда 79-о място сред реките на България.
Река Блатница започва от извора Капаклия на 266 m н.в., на около 1 км югоизточно от село Старо село, община Сливен. По цялото си протежение реката протича през Горнотракийската низина в плитка долина, като с изключение на най-горното ѝ течение коритото ѝ е коригирано с водозащитни диги. До село Коньово тече на юг, след това до Нова Загора – на запад-югозапад и накрая до устието си – на юг-югозапад. Влива се отляво в река Сазлийка от басейна на Марица на 108 m н.в., в югозападната част на град Раднево.
Площта на водосборния басейн на Блатница е 656,3 km2, което представлява 20,25% от водосборния басейн на Сазлийка. Основни притоци: → ляв приток; ← десен приток.
- ← Хаджиазмак
- ← Кавакдере
- ← Чеканци дере
- ← Черковска река

Речният режим на подхранване е с плувиален характер, което определя ясно изразен пролетен максимум на оттока – януари-май, а минимумът – юли-октомври.
По течението на реката са разположени 5 населени места, в т.ч. 1 град и 4 села:
- Област Сливен

- Община Нова Загора – Коньово, Езеро, Богданово, Любенова махала;

- Област Стара Загора

- Община Раднево – Раднево.

Водите на реката почти на 100% се използват за напояване.
На протежение от 23,7 km по долината на реката от Нова Загора до Раднево преминава участък от Републикански път III-554 от Държавната пътна мрежа Нова Загора – Раднево – Харманли.
В същия участък преминава и част от трасето на жп линията Симеоновград – Нова Загора, една от най-старите в България, изградена още преди 1878 г.

## Топографска карта
- Лист от карта K-35-52. Мащаб: 1 : 100 000.
- Лист от карта K-35-53. Мащаб: 1 : 100 000.
- Лист от карта K-35-64. Мащаб: 1 : 100 000.